# جيمي غراي
جيمي غراي (19 مايو 1926 في المملكة المتحدة - 1 أكتوبر 2016)  (بالإنجليزية: Jimmy Gray)‏ هو لاعب كريكت بريطاني وبريطاني (وحمل سابقاً جنسية المملكة المتحدة لبريطانيا العظمى وأيرلندا). شارك مع منتخب إنجلترا للكريكت.